# Disimilace (biologie)
Disimilace (latinsky dissimilatio - rozdílnost, odlišnost) je v biologii proces přeměny látek organismu vlastních (například sacharidů, tuků, bílkoviny) na látky jednodušší za uvolnění energie. Produktem disimilace jsou disimiláty.
Podrobnější definice říká, že disimilace je katabolický metabolismus. Je to rozklad složitých organických látek při látkové výměně v buňkách a tkáních živého organismu za vzniku látek jednodušších. Mohou vznikat i složitější odpadní látky. U živočichů je to moč a exkrementy. U rostlin jsou to terpeny, glykosidy nebo alkaloidy.
Opačná reakce se nazývá asimilace. Asimilace je přeměna anorganických nebo cizích organických látek absorbovaných z životního prostředí do vlastních látek organismu. Během disimilace se tyto látky přeměňují zpět na cizí látky, které se vylučují.

## Disimilace v buňce
Disimilace nebo také energetický metabolismus v buňce je vícestupňový proces, kdy jsou makromolekulární organické látky přeměněny na jednoduché organické a anorganické látky za uvolnění energie. Tento proces lze rozdělit do tří fází:
Přípravná fáze, kdy jsou makromolekulární organické látky enzymaticky přeměněny na jednodušší - bílkoviny na aminokyseliny, sacharidy na glukózu, tuky na glycerol a mastné kyseliny. Při této reakci se uvolňuje tepelná energie.
Fáze bez kyslíku (anaerobní reakce), kdy jsou jednodušší organické látky z první fáze působením dalších enzymů rozkládány bez přístupu kyslíku. Například v buňkách živočišných organismů dochází při glykolýze k rozkladu molekuly glukózy na dvě molekuly kyseliny mléčné.
Fáze s kyslíkem (aerobní reakce), konečná fáze, kdy jsou jednoduché látky z druhé fáze rozloženy oxidací vzdušným kyslíkem na jednoduché anorganické látky kysličník uhličitý CO2 a vodu H2O. Tím se uvolní maximální množství dostupné energie, jejíž velká část je pak v buňce uložena v molekule adenosintrifosfátu ATP. Například dvě molekuly kyseliny mléčné se oxidují na CO2 a H2O za uvolnění energie. U anaerobních organismů, které žijí v prostředí bez kyslíku, se poslední fáze disimilace mírně liší, ale probíhá také s pomocí molekuly ATP.

## Disimilace sacharidů

### Disimilace sacharidů při dýchání rostlin

Fotosyntéza - asimilace

Asimiláty, které vznikají v procesu fotosyntézy, mohou mít mimo jiné funkci zásobní. V případě potřeby pak rostlina tyto látky využívá pro získávání energie. Za těchto podmínek získávají rostliny energii pro své základní životní děje disimilací zásobních látek na látky jednodušší. Aby rostlina energii získala, musí glukózou, vzniklou v procesu fotosyntézy, oxidovat zpět na oxid uhličitý a vodu podle rovnice:
C6H12O6 + 6 O2 → 6 CO2 + 6 H2O + Energie
Vzniklou energii rostlina ukládá ve formě univerzální a energeticky bohaté sloučeniny adenosintrifosfátu ATP, která ji přenáší na místa v buňce, kde je právě zapotřebí.

### Disimilace sacharidů při dýchání živočichů

Dýchání živočichů - disimilace

Disimilace sacharidů při dýchání živočichů může probíhat při aerobním nebo anaerobním dýchání za uvolnění energie. Tato energie se používá pro energeticky náročné životní procesy, pro tvorbu tepla nebo se ukládá ve formě energeticky bohatých sloučenin jako je adenosintrifosfát (ATP) nebo acetát. Jako odpadní produkty dýchání vznikají oxid uhličitý (CO2) a voda. Během dýchání se látky oxidují a uvolněné elektrony jsou přenášeny do vnějších elektronových akceptorů dýchacím řetězcem.
Při aerobním dýchání slouží jako elektronový akceptor kyslík (O2). Vyskytuje se ve všech aerobních organismech a poskytuje nejvíce energie podle množství disimilované látky. Organické sloučeniny jsou disimilovány na konečné produkty - oxid uhličitý (CO2) a vodu (H2O).
Při anaerobním dýchání slouží jako vnější elektronové akceptory místo kyslíku: dusičnany (NO3−), fumaráty, trojmocné ionty železa(Fe3+), sírany (SO42−) nebo organické sulfonáty.

### Disimilace sacharidů při kvašení
Kvašení nebo také fermentace je proces přeměny organických látek (nejčastěji sacharidů), při němž za účasti mikroorganismů a jejich enzymů vznikají látky energeticky chudší. Kvašením získávají mikroorganismy energii podobně jako dýcháním. Kvašení je sice jednodušší, ale také méně efektivní než dýchání. Degradace sacharidů je obvykle neúplná.
Příkladem je alkoholické kvašení, při němž z jedné molekuly glukózy vznikají dvě molekuly ethanolu a dvě molekuly CO2. Probíhá za anaerobních podmínek pomocí kvasinek.